# Comté de Kootenai
Pour les articles homonymes, voir Kootenay (homonymie).
Le comté de Kootenai (en anglais [ˈkuːtniː]) est un comté des États-Unis situé dans l’État de l'Idaho. En 2000, la population était de 108 685 habitants. Son siège est Coeur d'Alene. Le comté a été créé en 1864 et nommé en l'honneur d'une tribu amérindienne, les Kootenais.

## Géolocalisation
|                                | Comté de Bonner   |                   |
| Comté de Spokane, (Washington) | Comté de Kootenai | Comté de Shoshone |
|                                | Comté de Benewah  |                   |

## Démographie
| 1880 | 1890  | 1900   | 1910   | 1920   | 1930   |
| ---- | ----- | ------ | ------ | ------ | ------ |
| 518  | 4 108 | 10 216 | 22 747 | 17 878 | 19 469 |

| 1940   | 1950   | 1960   | 1970   | 1980   | 1990   |
| ------ | ------ | ------ | ------ | ------ | ------ |
| 22 283 | 24 947 | 29 556 | 35 332 | 59 770 | 69 795 |

| 2000    | 2010    | - | - | - | - |
| ------- | ------- | - | - | - | - |
| 108 685 | 138 494 | - | - | - | - |

## Principales villes
- Athol
- Coeur d'Alene
- Dalton Gardens
- Fernan Lake Village
- Harrison
- Hauser
- Hayden
- Hayden Lake
- Huetter
- Post Falls
- Rathdrum
- Spirit Lake
- State Line
- Worley

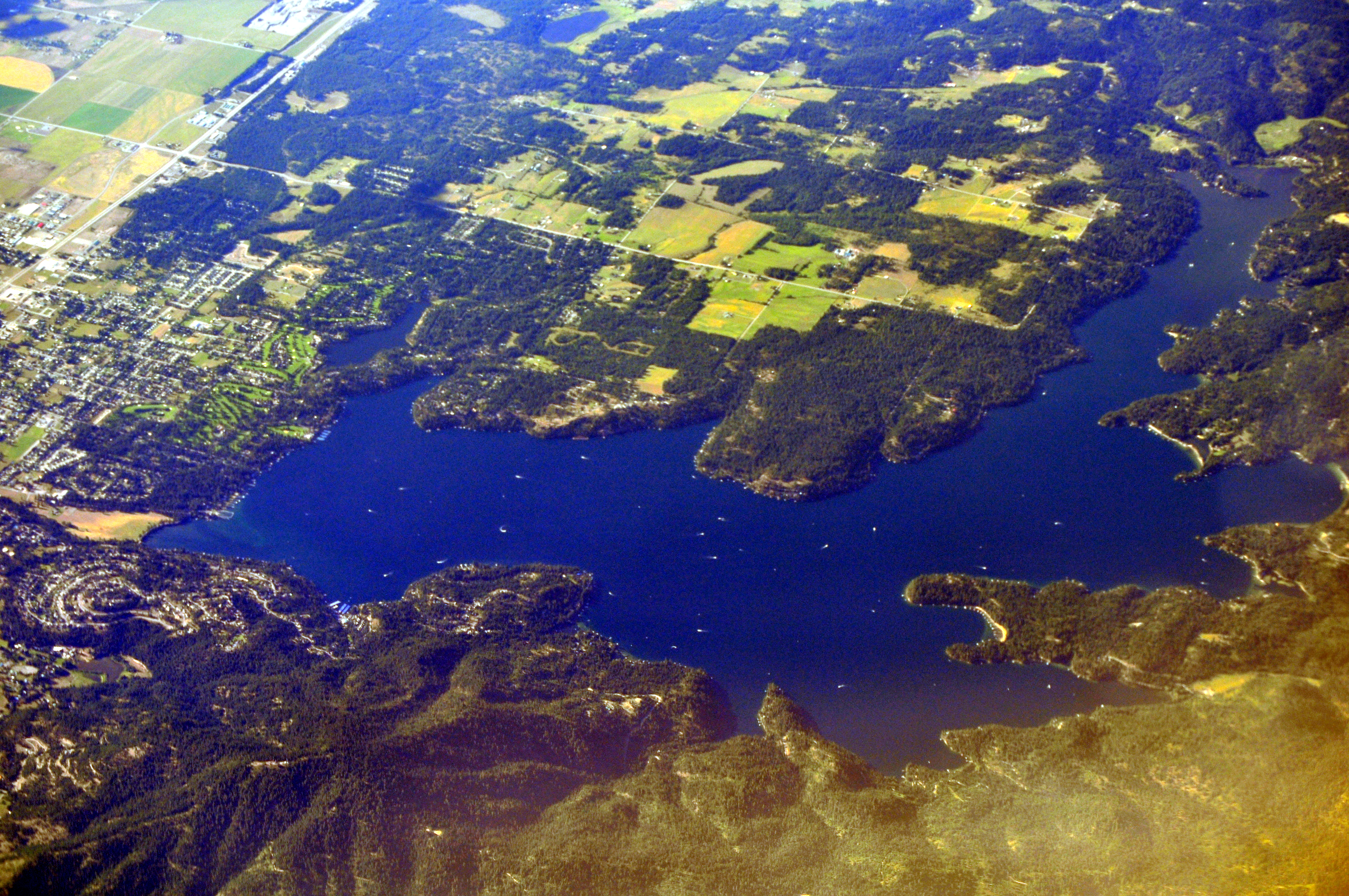
Vue aérienne de Hayden Lake  (à gauche) et du lac éponyme.
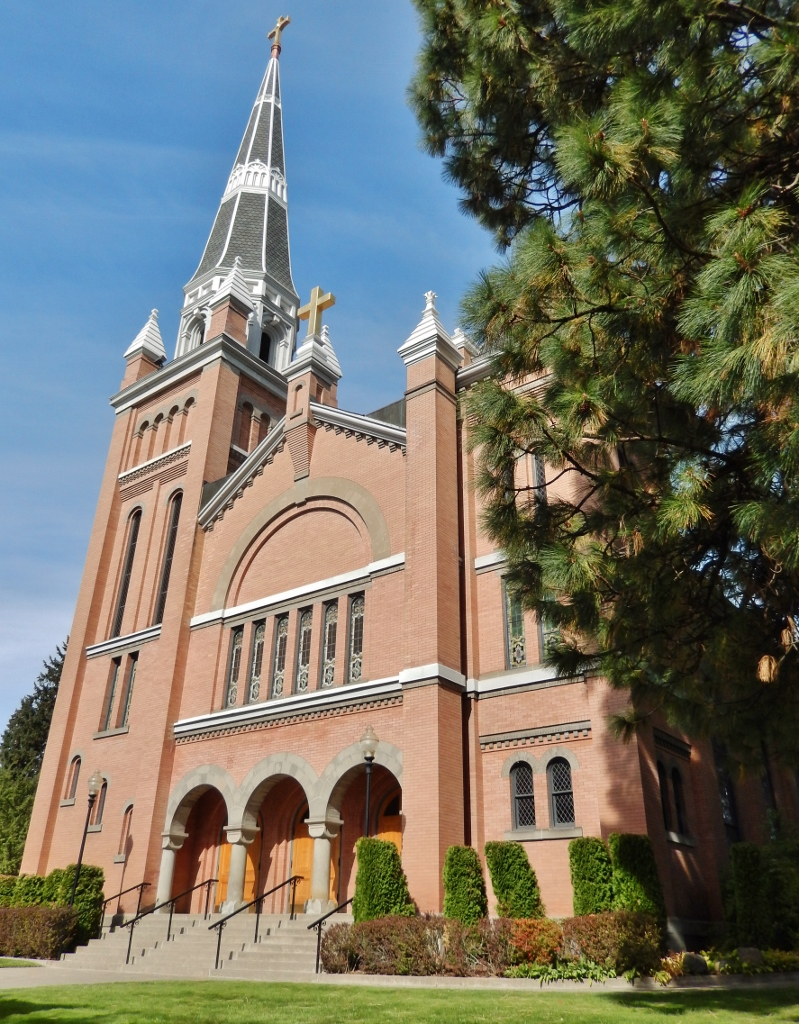
L'église Saint-Thomas de Coeur d'Alene.
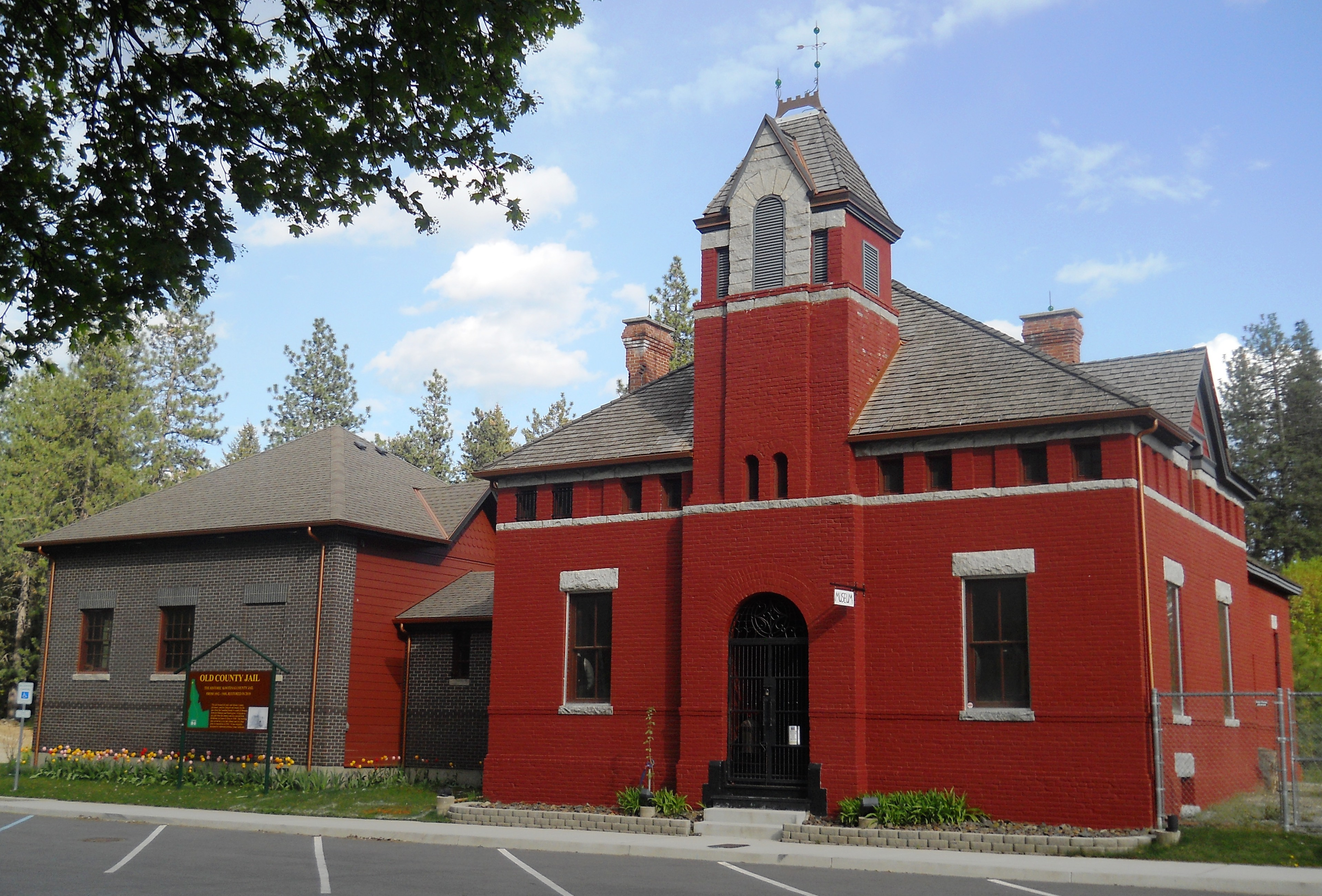
L'ancienne prison du comté, à Rathdrum, aujourd'hui un musée.
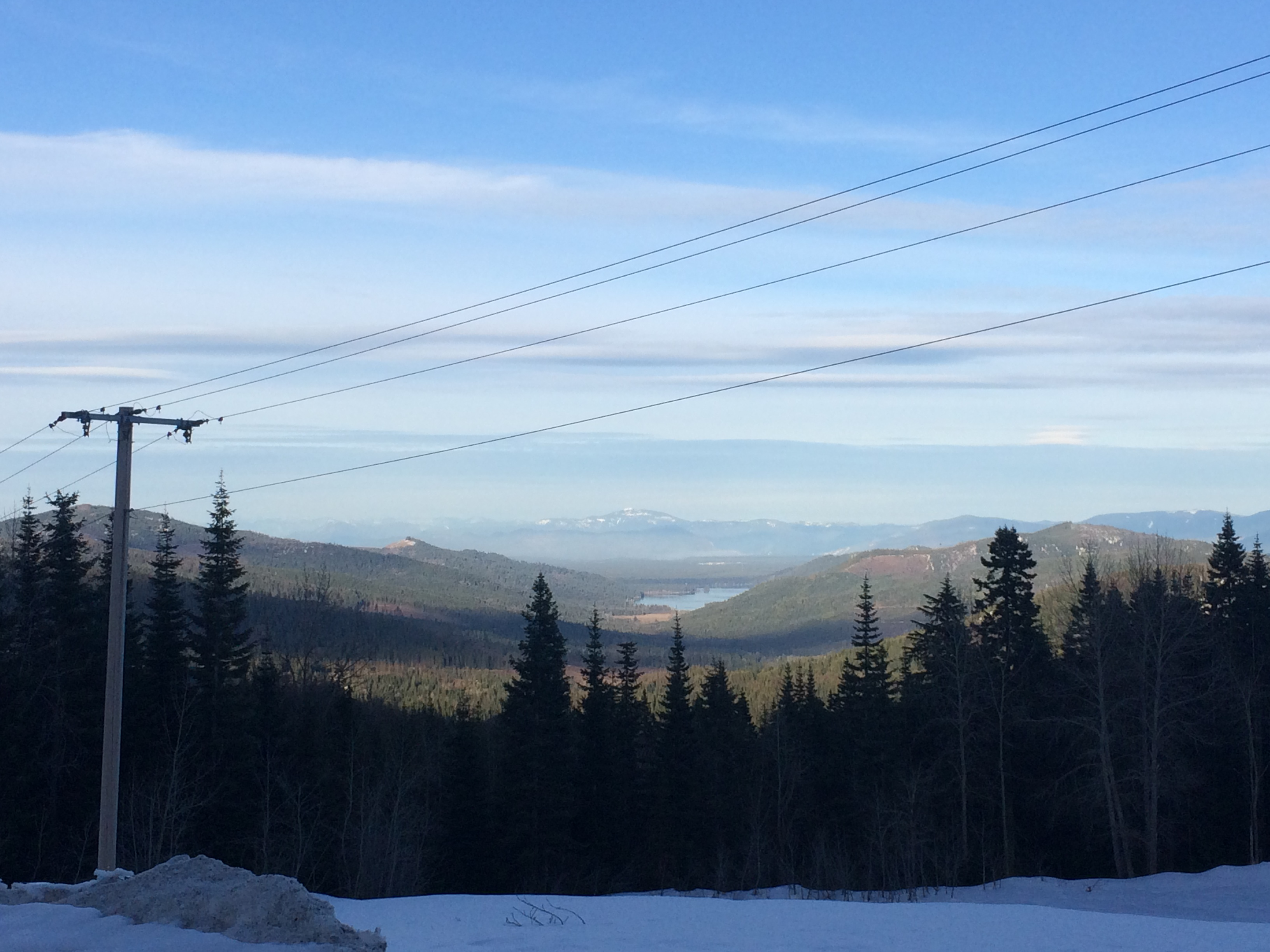
Le mont Packsaddle et Spirit Lake, vus depuis le mont Spokane.